# トレザーナ
トレザーナ(伊: Tresana)は、イタリア共和国トスカーナ州マッサ＝カッラーラ県にある、人口約1,900人の基礎自治体（コムーネ）。

## 地理

### 位置・広がり

#### 隣接コムーネ
隣接するコムーネは以下の通り。括弧内のSPはラ・スペツィア県所属を示す。
- ボラーノ (SP)
- カーリチェ・アル・コルノヴィーリオ (SP)
- リッチャーナ・ナルディ
- ムラッツォ
- ポデンツァーナ
- ヴィッラフランカ・イン・ルニジャーナ

### 気候分類・地震分類
トレザーナにおけるイタリアの気候分類 (it) および度日は、zona D, 1848 GGである。
また、イタリアの地震リスク階級 (it) では、zona 2 (sismicità media) に分類される。

## 行政

### 分離集落
トレザーナには、以下の分離集落（フラツィオーネ）がある。
- Barbarasco, Bola, Careggia, Giovagallo, Novegigola, Riccò, Villa.